# پوجا اوماشانکار
پوجا اوماشانکار (به انگلیسی: Pooja Umashankar) بازیگر، مدل سری‌لانکایی-هندی است.
از کارهای معروف او می‌توان به بازی در فیلم پرتقال، کنار رفتن، خنده طولانی و من خدا هستم اشاره کرد.